# Quercus lungmaiensis
Quercus lungmaiensis es una especie del género Quercus dentro de la familia de las Fagaceae. Está clasificada en el Subgénero Cyclobalanopsis; que son robles del este y sureste de Asia. Árboles que crecen hasta 10-40 m de altura. Ellos se diferencian del Subgénero Quercus en que tienen bellotas con distintivas tazas teniendo crecientes anillos de escamas, tienen en común las densamente agrupadas bellotas, aunque esto no se aplica a todas las especies.

## Distribución y hábitat
Crece en los bosques perennifolios de hoja ancha, en valles de montaña a una altitud de entre los 800-1500 metros, en China.

## Descripción
Quercus lungmaiensis es un árbol de hoja perenne que alcanza un tamaño de 10 m de altura. Las ramas son glabras de color marrón, con lenticelas. Las hojas miden 10-14 x 3-4 cm, ovaladas a lanceoladas. El ápice es agudo. Las bellotas son avoides de 2 cm de larga, puntiagudas, con 2 o 3 bellotas juntas, ambas en un pedúnculo de 2 a 3 cm de largo. La taza de la bellota es fina, hemisférica, que abarca la mitad de la núcula. La superficie interior es de color gris marrón tomentoso. La taza tiene 7 anillos concéntricos de escamas.

## Taxonomía
Quercus lungmaiensis fue descrita por (Hu) C.C.Huang & Y.T.Chang y publicado en Iconographia Cormophytorum Sinicorum 1: 121. 1982.
Etimología
Quercus: nombre genérico del latín que designaba igualmente al roble y a la encina.
lungmaiensis: epíteto geográfico que alude a su localización en el sur de Cochinchina. 
Sinonimia
- Cyclobalanopsis austroglauca Y.T.Chang
- Cyclobalanopsis fulviseriacus Y.C.Hsu & D.M.Wang
- Cyclobalanopsis lungmaiensis Hu
- Quercus austroglauca (Y.T.Chang) Y.T.Chang
- Quercus fulviseriacus (Y.C.Hsu & D.M.Wang) Govaerts	[1][4]